# Парозубчик каштановий
Парозубчик каштановий (Didymodon spadiceus) — вид мохів порядку потіальних (Pottiales).

## Поширення
Батьківщиною є Європа, Північна Америка.
Мох росте на тінистих або напівтінистих, вологих вапнякових скелях, каменях або піщанику, переважно вздовж струмків і річок, але також у лісових ярах і скелястих крутих схилах.

## Характеристика
Цей мох росте пухкими газонами від темно-зеленого до брудно-зеленого або коричнево-зеленого кольору. Стебла заввишки до 7 сантиметрів малорозгалужені. Листки ланцетні з довгим загостренням, у вологому стані стоять вертикально або горизонтально, у сухому — пухкі та скручені; краї листя загнуті назад у нижній половині; листкова жилка тягнеться до кінчика листка і має вузькі подовжені клітини на верхньому боці. Спорофіти мають червону ніжку заввишки від 1 до 1.5 см і прямовисну циліндричну коробочку. Спори зеленуваті, зернисті, розміром від 10 до 16 мкм. Рослини дводомні.